# Gloria Collado
Gloria Collado Guevara (Almería, 25 de noviembre de 1949 - Madrid, 11 de julio de 2024) fue una periodista y crítica de arte española, especializada en el arte de los años 80 español. Creó y dirigió la revista "Doce Notas" especializada en música contemporánea. Ha sido una de las impulsoras del Día de la Música. 

## Trayectoria profesional
Escribió en los años 80 y 90 del siglo XX sobre numerosos artistas españoles, tanto en textos de sus catálogos, como en prensa generalizada y especializada. 
Ejerció como crítica de arte en la revista Guía del Ocio durante varios años cubriendo la actividad generada en España.
Una de sus exposiciones más relevantes que comisarió y organizó con la colaboración del Ministerio de Cultura y de Asuntos Exteriores español, la Embajada de España en París y el Instituto Cervantes, fue la titulada "Madrid, los años ochenta. Imágenes de la movida"  estrenada en París en el Instituto Cervantes en 1995. Esta muestra viajó a  Institutos Cervantes de diferentes países.

## Publicaciones
La revista Doce notas, creada y dirigida por Collado nació como edición impresa en 1996, para pasar  posteriormente a Internet en 2007 con el nombre. www.docenotas.com. Es una revista  puente entre los diferentes sectores de la vida musical., ofreciendo contenidos centrados en la actualidad de la música y la danza de toda España. Con secciones de noticias, progrmaciones, agenda de eventos (conciertos, lírica, danza, conciertos para niños, conciertos de escuelas y conservatorios, cursos, conferencias y concursos), además de la sección de publicaciones, con comentarios de partituras, libros y grabaciones.
Ha publicado en la editorial que lleva su nombre Gloria Collado Guevara - Doce Notas,  varios libros especializados en la creación musical.